# São João de Fontoura
São João de Fontoura is een plaats (freguesia) in de Portugese gemeente Resende en telt 857 inwoners (2001).